# Tipula (Savtshenkia) persignata tofina
Tipula (Savtshenkia) persignata tofina is een ondersoort van de tweevleugelige Tipula (Savtshenkia) persignata uit de familie langpootmuggen (Tipulidae). De ondersoort komt voor in het Palearctisch gebied.